# Delegat apostolski
Delegat apostolski – legat papieski będący przedstawicielem papieża i Stolicy Apostolskiej przy lokalnym Kościele lub przy tymczasowej placówce dyplomatycznej Stolicy Apostolskiej. Nie jest on dyplomatą w rozumieniu prawa międzynarodowego i nie pełni oficjalnych funkcji dyplomatycznych wobec władz świeckich, co wyróżnia go od nuncjusza apostolskiego. Delegat apostolski stoi na czele delegatury apostolskiej. Zazwyczaj jest arcybiskupem tytularnym.
Papież mianuje delegata apostolskiego zazwyczaj w państwach, z którymi Stolica Apostolska nie utrzymuje stosunków dyplomatycznych lub na terytoriach zależnych.
W XIX i XX w delegaci apostolscy pełnili również funkcje dyplomatyczne jako przedstawiciele Stolicy Świętej przy rządach. Byli to szefowie misji II klasy (odpowiednik posła w dyplomacji świeckiej).

## Status prawny
Delegata apostolskiego powołuje i odwołuje papież. Zgodnie z prawem kanonicznym delegat apostolski i jego siedziba wyjęci są spod władzy biskupa miejsca, chyba że chodzi o zawieranie małżeństw. Delegat apostolski ma prawo sprawowania funkcji liturgicznych we wszystkich kościołach swojego poselstwa, nawet będąc w pontyfikaliach. Na terytorium, które obejmuje jego misja ma on precedencję przed arcybiskupami i biskupami, ale nie przed kardynałami i patriarchami. W chwili wakansu Stolicy Apostolskiej, przeciwnie do innych jej urzędów, poselstwo delegata apostolskiego nie wygasa.
Do zadań kanonicznych delegata apostolskiego należy m.in:
- utrzymywanie kontaktów z lokalnym Kościołem
- informowanie Stolicy Apostolskiej o wszystkim, co dotyczy życia Kościoła i dobra dusz
- wspieranie biskupów oraz udzielanie pomocy konferencji episkopatu (nie naruszając jednak władzy biskupów)
- przedstawianie papieżowi kandydatów na biskupów
- podejmowanie kontaktów z niekatolickimi wspólnotami religijnymi.

Może on również utrzymywać relacje o charakterze niedyplomatycznym z władzami państwowymi.

## Historia
Pierwszego delegata apostolskiego mianował papież Klemens XIII 7 czerwca 1762. Został nim wikariusz apostolski Aleppo Arnaud Bossu CM. Jego misja delegata apostolskiego polegała na kontaktach z katolickimi Kościołami wschodnimi, szczególnie nad wprowadzeniem w życie instrukcji papieskich oraz informowaniu Rzymu o stanie tych wspólnot.
Listem Sekretariatu Stanu z 8 maja 1916 tytuł delegata apostolskiego przyznano legatom papieskim, których funkcje mają charakter religijny. Potwierdził to promulgowany rok później kodeks prawa kanonicznego (kan. 267).

## Współcześni delegaci apostolscy
Współczesną praktyką jest mianowanie na urząd delegata apostolskiego nuncjuszy apostolskich pełniących misje w sąsiednich państwach.
Obecnie istnieją urzędy delegata apostolskiego:
- Antyli – misja delegata obejmuje następujące terytoria zależne w regionie: Anguilla, Aruba, Bonaire, Sint Eustatius, Saba, Brytyjskie Wyspy Dziewicze, Kajmany, Curaçao, Gwadelupa, Martynika, Montserrat, Saint-Barthélemy, Saint-Martin, Sint Maarten, Turks i Caicos oraz Amerykańskie Wyspy Dziewicze, delegatem apostolskim jest nuncjusz apostolski na Trynidadzie i Tobago
- Półwyspu Arabskiego – misja delegata obejmuje Arabię Saudyjską, Bahrajn i Oman, delegatem apostolskim jest nuncjusz apostolski w Kuwejcie
- Brunei – delegatem apostolskim jest nuncjusz apostolski w Malezji
- Komorów – delegatem apostolskim jest nuncjusz apostolski na Madagaskarze
- Jerozolimy i Palestyny – misja delegata obejmuje Palestynę, delegat apostolski jest również nuncjuszem apostolskim w Izraelu
- Kosowa – delegatem apostolskim jest nuncjusz apostolski w Słowenii
- Laosie - delegatem apostolskim jest nuncjusz apostolski w Tajlandii
- Oceanu Spokojnego – misja delegata obejmuje terytoria zależne w regionie: Samoa Amerykańskie, Polinezja Francuska, Guam, Nowa Kaledonia, Niue, Norfolk, Pitcairn, Tokelau, Tuvalu, Mariany Północne, Wallis i Futuna, Dalekie Wyspy Mniejsze Stanów Zjednoczonych; delegatem apostolskim jest nuncjusz apostolski w Nowej Zelandii
- Portoryko – delegatem apostolskim jest nuncjusz apostolski w Dominikanie
- Somalii – delegatem apostolskim jest nuncjusz apostolski w Etiopii
- Wietnamie (stanowisko wakuję od 1975)